# Circle K Ireland
Das Unternehmen Circle K Ireland Energy Group Limited ist die größte Tankstellenkette Irlands. Sie gehört zum kanadischen Konzern Alimentation Couche-Tard und tritt seit 2018 unter der Marke Circle K auf. Der frühere Name war Topaz Energy.
Mit 2300 Mitarbeitern werden jährlich 2,7 Milliarden Euro umgesetzt.
Circle K ist ein Sponsor der irischen Olympiamannschaft.